# 夏威夷銀行股份
夏威夷銀行股份有限公司，簡稱夏威夷銀行（英語：Bank of Hawaii，：BOH），是在1897年成立，屬於美國夏威夷最大金融機構地區，現任董事長及首席執行官何彼德（英語：Peter S. Ho）。總部位於檀香山。
其中夏威夷客戶人數最多，包括理財、存款等各項。當時是在1996年，以「太平洋世紀金融股份有限公司」成立及在紐約上市，到了2001年，為配合旗下銀行業務名稱，故此更名為「夏威夷銀行股份有限公司」，沿用至今。

## 外部連結
- 夏威夷銀行股份有限公司 （页面存档备份，存于）